# Михалевич Михайло Володимирович
Михайло Володимирович Михалевич (11 серпня 1956 — 14 грудня 2009) — український науковець-математик, кібернетик, доктор фізико-математичних наук, професор, фахівець з економіко-математичного моделювання та методів підтримки прийняття рішень, член-кореспондент НАН України. Завідувач кафедри вищої математики та інформатики Українського державного університету фінансів та міжнародної торгівлі (1995—2009). Лауреат Премії НАН України імені В. М. Глушкова (1995).

## Біографія
Народився 11 серпня 1956 року в родині науковця-кібернетика, доктора фізико-математичних наук Володимира Михалевича (1930—1994). У 1978 році закінчив Київський університет імені Тараса Шевченка.
Автор 103 наукових праць (в тому числі трьох монографій). Неодноразово виступав на міжнародних наукових конференціях. Викладав математичне програмування та економетрію.

Могила Михайла Михалевича

Помер на 54-му році життя 14 грудня 2009 року. Похований в Києві на Байковому кладовищі (ділянка № 33, 50°25′8.50″ пн. ш. 30°30′10.60″ сх. д. / 50.4190278° пн. ш. 30.5029444° сх. д.).